# Полихно
Полихно (слч. Polichno) насељено је мјесто са административним статусом сеоске општине (слч. obec) у округу Лучењец, у Банскобистричком крају, Словачка Република.

## Становништво
| Година:    | 1994. | 2004.    | 2014.   | 2024.    |
| ---------- | ----- | -------- | ------- | -------- |
| Број људи: | 123   | 149      | 140     | 124      |
| Разлика:   |       | +21,13 % | -6,04 % | -11,42 % |

| Година:    | 2023. | 2024. |
| ---------- | ----- | ----- |
| Број људи: | 124   | 124   |
| Разлика:   |       | +0 %  |

Према подацима о броју становника из 2011. године насеље је имало 142 становника.